# Jorge Sabag
Jorge Eduardo Sabag Villalobos (Cabrero, Chile, 26 de diciembre de 1963) es un ingeniero civil, abogado y político chileno. Se desempeñó como diputado del Partido Demócrata Cristiano (PDC) en el periodo 2018-2022. 

## Primeros años de vida
Nace el 26 de diciembre de 1963 en Cabrero, Región del Biobío, Chile. Hijo del también exparlamentario Hosain Sabag Castillo y de Fresia Villalobos Rojas. Realizó sus estudios primarios en la Escuela Parroquial de Cabrero, y los secundarios en el Liceo Alemán del Verbo Divino de Los Ángeles. Participó en intercambios estudiantiles en Alemania, Estados Unidos e Italia.
Estudió Ingeniería Civil en la Pontificia Universidad Católica de Chile, obteniendo en 1989 el título de ingeniero civil mención en construcción. También estudió Derecho en la Universidad del Desarrollo, en Concepción, donde egresó el año 2003. Domina el inglés y elalemán, además tiene conocimientos de árabe, italiano y francés.
Está casado con Paula Ximena Margarita Brito Figueroa. Tienen cuatro hijas: María Monserrat, Trinidad María, Luzmaría Asunción y Teresita María Jesús.

## Trayectoria política
En el año 2014 causó polémica al presentar un proyecto de ley para sancionar a quienes publiquen imágenes humorísticas (memes) en internet que ofendan o se burlen de autoridades políticas. Finalmente, lo retiró señalando que fue hecho por sus asesores y que desconocía el contenido del proyecto.
Su trayectoria política se ha caracterizado por una permanente apertura al diálogo con todos los sectores políticos. Esta convicción lo ha llevado a votar, en reiteradas oportunidades, en contra de los intereses de la centroizquierda y alineado con la centroderecha. De esta forma apoyó al gobierno de Sebastián Piñera en su proyecto de reforma tributaria, y el rechazo a la acusación constitucional en contra de la ministra de Educación Marcela Cubillos.

## Historial electoral

### Elecciones Parlamentarias de 2005
- Elecciones parlamentarias de 2005 para Diputado por el distrito 42 (San Carlos, Ñiquén, San Fabián, Bulnes, Quillón, Ránquil, Portezuelo, Coelemu, Treguaco, Cobquecura, Quirihue, Ninhue, San Nicolás, Cabrero y Yumbel)[2]

### Elecciones Parlamentarias de 2009
- Elecciones parlamentarias de 2009 para Diputado por el distrito 42 (San Carlos, Ñiquén, San Fabián, Bulnes, Quillón, Ránquil, Portezuelo, Coelemu, Treguaco, Cobquecura, Quirihue, Ninhue, San Nicolás, Cabrero y Yumbel)[3]

### Elecciones Parlamentarias de 2013
- Elecciones parlamentarias de 2013 para Diputado por el distrito 42 (San Carlos, Ñiquén, San Fabián, Bulnes, Quillón, Ránquil, Portezuelo, Coelemu, Treguaco, Cobquecura, Quirihue, Ninhue, San Nicolás, Cabrero y Yumbel)[4]

### Elecciones parlamentarias de 2017
- Elecciones parlamentarias de 2017 a Diputado por el distrito 19 (Bulnes, Cabrero, Cobquecura, Coelemu, Ñiquén, Portezuelo, Quillón, Quirihue, Ninhue, Ránquil, San Carlos, San Fabián, San Nicolás, Treguaco, Yumbel, Chillán, Chillán Viejo, Coihueco, El Carmen, Pemuco, Pinto, San Ignacio y Yungay)[5]

### Elecciones parlamentarias de 2021
- Elecciones parlamentarias de 2021 para senador por la 16° Circunscripción, Región de Ñuble.[6]